# Краљова при Сењецу
Краљова при Сењецу (слч. Kráľová pri Senci) насељено је мјесто са административним статусом сеоске општине (слч. obec) у округу Сењец, у Братиславском крају, Словачка Република.

## Становништво
| Година:    | 1994. | 2004.   | 2014.    | 2024.    |
| ---------- | ----- | ------- | -------- | -------- |
| Број људи: | 1395  | 1426    | 1800     | 2308     |
| Разлика:   |       | +2,22 % | +26,22 % | +28,22 % |

| Година:    | 2023. | 2024.   |
| ---------- | ----- | ------- |
| Број људи: | 2321  | 2308    |
| Разлика:   |       | -0,56 % |

Према подацима о броју становника из 2011. године насеље је имало 1.627 становника.